# Frank Havens
Pour les articles homonymes, voir Havens.
Frank Benjamin Havens, né le 1er août 1924 à Arlington et mort le 22 juillet 2018 à Harborton, est un céiste américain. 

## Carrière
Frank Havens participe aux Jeux olympiques d'été de 1948 à Londres et remporte la médaille d'argent de l'épreuve du C1 10 000 m. Aux Jeux olympiques d'été de 1952 à Helsinki, il est médaillé d'or dans l'épreuve du C1 10 000 m qui n'est plus dans le programme olympique.